# Геракл (Евріпід)
«Геракл» (дав.-гр. Ἡρακλῆς μαινόμενος) — трагедія давньогрецького драматурга Евріпіда, представлена глядачам в 416 році до н. е.

## Дійові особи
- Геракл
- Амфітріон
- Мегара
- Тесей
- Хор фіванських старців
- Лік
- Іріда
- Лісса
- Вісник

## Сюжет
Геракл повертається в Фіви із Аїду. Але вдома його зустрічає Мегара і діти в жалобі. Лік, який захопив владу у Фівах, наказав стратити Мегару та дітей Геракла. Звичайно, Геракл розправляється з Ліком. Здавалося б, все добре, але несподівано Гера, яка сильно ненавидить Геракла, мститься йому. Вона насилає на нього безумство. У пориві несвідомого гніву Геракл вбиває своїх дітей та дружину. Гера взяла гору над героєм, вона позбавила його родини, яку він марно намагався захистити. Коли Геракл приходить до тями, він готовий прийняти смерть, аби не відчувати себе переможеним та проклятим. Він обурюється на свою важку долю, на те, що тепер він носить образливе звання дітовбивці. Геракл не може змиритися з тим, що тепер люди будуть дивитися на нього з презирством, та що там люди, навіть моря і річки будуть проклинати його. Геракл дуже засмучений, що тепер йому доведеться ганебно покинути Фіви і бути вічним вигнанцем. Але друг Геракла — Тесей готовий завжди йти поруч з Гераклом та підтримувати його, оскільки лише так він може довести свою дружбу та відданість. Друзі, поплакавши, відправляються в Афіни.

## Переклади
На українську мову трагедію переклав Андрій Содомора:
- Евріпід. Трагедії / Переклади з давньогрецької А. Содомори та Бориса Тена. — К.: Основи, 1993. — 448 с. [Архівовано 6 квітня 2015 у Wayback Machine.]